# (15399) Hudec
(15399) Hudec (1997 VE) – planetoida z pasa głównego asteroid okrążająca Słońce w ciągu 4,24 lat w średniej odległości 2,62 j.a. Odkryta 2 listopada 1997 roku.